# Portaal (woningcorporatie)
Portaal is een woningcorporatie uit Midden-Nederland met woningen in onder meer Amersfoort, Arnhem, Leiden, Nijmegen, Soest en Utrecht. Portaal bestaat in zijn huidige vorm sinds 1 januari 2002, toen Portaal Woonstichting samen is gegaan met Stichting Genuagroep. De oorsprong van Portaal gaat veel verder terug, tot 1904, het jaar waarin Werkmanswoningen in Leiden is opgericht.

## Erkende instelling
Portaal is een instelling, die door de rijksoverheid is erkend als woningcorporatie. Portaal dient daarom uitsluitend werkzaamheden te verrichten in het belang van de volkshuisvesting. De regels en richtlijnen waaraan de stichting zich dient te houden, en de prestaties die moeten worden verricht, zijn sinds 2015 wettelijk vastgelegd in de Woningwet, die in dat jaar totaal werd herzien.  

## Mislukte fusie
In 2004 zou er een fusie plaatsvinden met Staedion uit Den Haag. De fusiebesprekingen waren al afgerond. Echter, op het laatste moment ging dit niet door. Grootste obstakel was het probleem dat Staedion in tegenstelling tot Portaal geen stichting maar een vereniging was waardoor uiteindelijk de leden het laatste woord hadden. Medio 2004 blies de ledenraad van Staedion de omzetting naar een stichting af waardoor de fusie met Portaal op losse schroeven kwam te staan.

## Kenmerken
| Kenmerk 2008                                      | aantal/bedrag                            |
| ------------------------------------------------- | ---------------------------------------- |
| Totaal woongelegenheden                           | 53.146                                   |
| Totaal overig bezit                               | 3.609                                    |
| Huuropbrengsten regio’s x € 1.000 (incl. derving) | 260.981                                  |
| Marktwaarde in verhuurde staat                    | 9,8 miljard euro                         |
| Gemiddelde netto huurprijs woongelegenheden       | 550 euro                                 |
| Gemiddelde wachtperiode                           | 118 maanden                              |
| Aantal medewerkers                                | 600 (bezuinigingsopgave 150 medewerkers) |